# Provinz Espinar
Die Provinz Espinar ist eine von dreizehn Provinzen der Region Cusco in Südzentral-Peru. Benannt wurde die im Jahr 1917 gegründete Provinz nach Ladislao Espinar (1842–1879), ein peruanischer Offizier und Kriegsheld im Salpeterkrieg.
Die Provinz hat eine Fläche von 5311,09 km². Beim Zensus 2017 wurden in der Provinz 57.582 Einwohner gezählt. Im Jahr 1993 lag die Einwohnerzahl bei 56.591, im Jahr 2007 bei 62.698. Die Provinzverwaltung befindet sich in Yauri.

## Geographische Lage
Die Provinz Espinar liegt im Andenhochland etwa 150 km ostsüdöstlich der Regionshauptstadt Cusco. Sie hat eine Längsausdehnung in Ost-West-Richtung von etwa 95 km sowie eine durchschnittliche Breite von etwa 40 km. Der Oberlauf des Río Apurímac durchfließt den Westteil, dessen Nebenfluss Río Salado den Ostteil der Provinz. Zusammen entwässern sie fast das gesamte Areal nach Norden hin. Lediglich der im äußersten Südosten der Provinz gelegene See Laguna Pañi fließt über den Río Camaná (Río Colca) nach Südwesten zum Pazifischen Ozean hin ab. Die Provinzhauptstadt Yauri liegt zentral in der Provinz. Etwa 15 km südöstlich von ihr befindet sich die Kupfermine Tintaya.
Die Provinz Espinar grenzt im Norden an die Provinz Canas, im Osten an die Region Puno, im Süden an die Region Arequipa sowie im Nordwesten an die Provinz Chumbivilcas.

## Verwaltungsgliederung
Die Provinz Espinar ist in acht Distrikte gegliedert. Der Distrikt Yauri ist Sitz der Provinzverwaltung.
| Distrikt      | Verwaltungssitz                    |
| ------------- | ---------------------------------- |
| Alto Pichigua | Accocunca                          |
| Condoroma     | Condoroma                          |
| Coporaque     | Coporaque                          |
| Espinar       | Yauri                              |
| Ocoruro       | Ocoruro                            |
| Pallpata      | Héctor Tejada                      |
| Pichigua      | Santa Lucía de Pichigua (Pichigua) |
| Suyckutambo   | Virginniyoc                        |